# Франческо Кріспі
Франческо Кріспі (італ. Francesco Crispi; 4 жовтня 1818, Рибера — 11 серпня 1901, Неаполь) — італійський політик і юрист, був одним із лідерів Рісорджименто, двічі прем'єр-міністр Італії.

## Біографія
Він походив з арберешів, давньої албанської меншини в Італії. Франческо Кріспі почав свою професійну кар'єру як юриста у Неаполі. З 1848 по 1849 він брав участь у революційній боротьбі у Королівстві Обох Сицилій. Через підтримку республіканської діяльності Джузеппе Мадзіні, був вигнаний з П'ємонту. Він знайшов притулок на Мальті, де він одружився, а потім у Парижі та Лондоні. Повернувся до Італії у 1859 році, під час франко-австрійської війни. Він був одним з найважливіших членів експедиції Тисячі, організованої Гарібальді проти Королівства Обох Сицилій. У 1860 році він став одним із засновників сицилійського тимчасового уряду.
З 1861 він працював заступником голови першого італійського парламенту, представляючи крайніх лівих, але у 1864 році він вирішив приєднатися до монархістів. У грудні 1877 обійняв посаду міністра внутрішніх справ в уряді Агостіно Депретіса, але у березні 1878 він подав у відставку через скандал. Він був прем'єр-міністром з січня 1887 по січень 1891, а потім, після Джованні Джолітті, з грудня 1893 по березень 1896. Як затятий прихильник політики Бісмарка, був прихильником Троїстого союзу і сильним противником Франції. Ініціював і підтримував усі зусилля з розширення колоніальної експансії у Східній Африці. Після поразки при Адуа Кріспі подав у відставку. Деякі історики вважають, що його погляди і стиль правління стали моделлю для Беніто Муссоліні.